# Hylomys maxi
Hylomys maxi ist eine Art der Kleinen Rattenigel innerhalb der Igel (Erinaceidae). Sie kommt auf der Malaiischen Halbinsel und auf der Insel Sumatra vor. Dort bewohnt sie Bergwälder in mittleren Höhenlagen. Die Tiere repräsentieren große Vertreter der Kleinen Rattenigel. Zu ihren Kennzeichen gehören ein kurzer Schwanz, eine braune Rücken- und gelbliche Bauchfärbung sowie verhältnismäßig große Backenzähne. Ansonsten ähneln sie mit ihrem spitzmausartigen Erscheinungsbild den anderen Angehörigen der Gattung. Die Lebensweise ist nur wenig untersucht. Allgemein ernähren sich die Tiere allefressend und leben einzeln oder in kleinen Gruppen. Die wissenschaftliche Erstbenennung erfolgte im Jahr 1933, als eigenständige Art ist Hylomys maxi aber erst 90 Jahre später anerkannt worden.

## Merkmale

### Habitus
Hylomys maxi ist ein größerer Vertreter der Kleinen Rattenigel. Nach insgesamt mehr als 50 vermessenen Individuen beträgt die Kopf-Rumpf-Länge 12,3 bis 15,6 cm, der Schwanz wird 0,7 bis 2,4 cm lang. Die Gesamtlänge liegt demnach bei 14,0 bis 16,0 cm. Das Körpergewicht variiert zwischen 43 und 80 g. Diesbezüglich bestehen keine Unterschiede zwischen den Geschlechtern. Insgesamt ist der Schwanz mit 11,6 % der Länge des restlichen Körpers vergleichsweise kurz. Im äußeren Erscheinungsbild ähneln die Tiere mit ihrer spitzmausartigen Gestalt den anderen Angehörigen der Kleinen Rattenigel. Das Körperfell ist auf der Rückenseite weitgehend uniform bräunlich, die Bauchseite weist einen gelblichen Farbton auf. Im Zeitraum vom April bis November kann aber ein bräunlicher Überzug im Bereich der Kehle auftreten. Das Fell ist generell relativ grob. Der Schwanz zeigt sich entsprechend dem Körperfell zweifarbig. Die Ohren werden 1,4 bis 2,1 cm lang und sind bräunlich gefärbt. Die Länge der Hinterfüße variiert von 2,3 bis 2,8 cm, mit Krallen bis 2,9 cm. Sie sind damit verhältnismäßig lang.

### Schädel- und Gebissmerkmale
Die Schädellänge schwankt zwischen 35,5 und 38,4 mm. Am Hirnschädel wird er 14,1 bis 15,6 mm breit und 9,3 bis 10,5 mm hoch. Das Rostrum erstreckt sich über 16,1 bis 18,2 mm Länge, seine Breite beträgt 5,2 bis 6,4 mm. Es ist damit länger und breiter als bei den anderen Kleinen Rattenigeln. Insgesamt wirkt der Schädel kantiger und robuster als der des Zwergrattenigels (Hylomys parvus). Die paarigen Elemente des Mittelkieferknochen treffen vorn in einem stumpfen Winkel aufeinander. Die Oberflächen des Oberkiefers und des Stirnbeins erscheinen durch zahlreiche Grübchen rau. Der Processus supraorbitalis ist im Gegensatz zum Zwergrattenigel gut entwickelt. Der Hinterhauptswulst zeigt sich kräftig ausgebildet und verläuft deutlich nach unten. Der Unterkiefer weist eine Länge von 24,8 bis 27,9 mm auf.
Das Gebiss behält die vollständige Anzahl an Zähnen der Höheren Säugetiere bei, die Zahnformel lautet dadurch: {\displaystyle {\frac {3.1.4.3}{3.1.4.3}}}. Hylomys maxi hebt sich von den anderen Kleinen Rattenigeln durch seine robuste Bezahnung ab. Generell ist der innere obere Schneidezahn vergrößert und ähnelt einem Eckzahn. Im Oberkiefer übertrifft der dritte Prämolar den ersten an Größe. Der zweite obere und dritte untere Prämolar sind jeweils einwurzelig oder haben zwei verwachsene Wurzeln. Beim Zwergrattenigel treten hier indes zwei separate Wurzeln auf. Die untere Zahnreihe wird 17,6 bis 18,9 mm lang, die obere 18,3 bis 19,7 mm. Bei letzterer beanspruchen die vier hinteren Zähne davon knapp 9 mm. Beim ähnlich großen Kurzschwanz-Rattenigel (Hylomys suillus) liegt der Wert deutlich niedriger.

### Genetische Merkmale
Der diploide Chromosomensatz lautet 2n = 46. Er besteht aus 4 kleinen und großen metazentrischen, 14 subacrozentrischen und 4 acrozentrischen Autosomenpaaren. Das X-Chromosom ist mittelgroß und submetazentrisch, das Y-Chromosom klein und acrozentrisch.

## Verbreitung und Lebensraum
Das Verbreitungsgebiet von Hylomys maxi befindet sich in Südostasien und umfasst Teile der Malaiischen Halbinsel sowie die Insel Sumatra. Auf der Malaiischen Halbinsel reicht es im Norden möglicherweise bis zur Grenze zwischen Malaysia und Thailand, wo sich mit der Kangar-Pattani-Linie ein markanter Vegetationswechsel befindet. Größere Populationen sind dort aus den Cameron Highlands und zusätzlich aus den Genting Highlands bekannt. Teilweise werden die Tiere der Insel Tioman ebenfalls der Art zugerechnet, gelten aber mitunter auch dem Kurzschwanz-Rattenigel zugehörig. Die Höhenverbreitung reicht auf der Halbinsel von 600 bis 1700 m über dem Meeresspiegel, auf Sumatra von 100 bis 2000 m. Am Gunung Leuser im Norden Sumatras kommt allopatrisch das verwandte Hylomys vorax vor, am Gunung Kerinci wiederum der Zwergrattenigel. Beide Arten bewohnen aber höhere Lagen. Hylomys maxi bevorzugt hügelige Landschaften und Bergwälder. In reinen Tieflandwäldern mit Malvengewächsen wurde die Art bisher nicht beobachtet. Die Tiere sind aber auch in Sekundärwäldern sowie in vom Menschen beeinflussten Gebieten wie Gärten, Golfplätze und Süßkartoffelplantagen anzutreffen. Im westlichen Malaysia liegt die Bestandsdichte in zuträglichen Habitaten bei 3 bis 4 Individuen je Hektar.

## Lebensweise
Die Lebensweise von Hylomys maxi ist nur wenig erforscht. Die Tiere zeigen eine kathemeral Aktivität und treten üblicherweise einzeln oder in kleinen Gruppen von zwei bis drei Individuen auf. Ihr Aktionsraum durchmisst zumeist 30 bis 40 m. Sie ernähren sich allesfressend. Untersuchte Mageninhalte enthielten verschiedene Insekten, häufig Käfer und Grillen, sowie Reste von Maniok. In menschlicher Gefangenschaft verzehrten die Tiere zudem Fische, Garnelen und rohes Fleisch, seltener hingegen weiche Früchte. Die Körpertemperatur liegt unterhalb einer Außentemperatur von 32 °C bei konstant 37 °C, niedrigere Umgebungstemperaturen werden durch eine erhöhte Stoffwechselrate ausgeglichen. Der Ruhestoffwechsel erreicht mit 106 % höhere Werte, als bei einem vergleichbar großen Tier zu erwarten ist. Bei höheren Umgebungstemperaturen kann die Körpertemperatur deutlich ansteigen. Wasserverdunstung an der Hautoberfläche trägt nur zu 30 % zur Abführung überschüssiger Körperwärme bei. In Malaysia wurde ein trächtiges Weibchen mit zwei Embryonen im März beobachtet, andere Weibchen mit geschwollenen Zitzen traten von Mai bis November auf.

## Systematik
Hylomys maxi ist eine Art aus der Gattung der Kleinen Rattenigel (Hylomys), zu der insgesamt sieben Vertreter gezählt werden. Die Gattung wiederum gehört zur Familie der Igel (Erinaceidae) und innerhalb dieser zur Unterfamilie der Rattenigel (Galericinae). Die Rattenigel charakterisieren sich gegenüber den Stacheligeln (Erinaceinae) durch ein weicheres Fell sowie durch ein eher spitzmausartiges äußeres Erscheinungsbild. Die Kleinen Rattenigel schließen hierbei kleinere Angehörige der Rattenigel ein, die ein bräunliches Fell von borstiger bis moderat weicher Struktur aufweisen. Gemäß molekulargenetischen Analysen trennten sich die beiden Unterfamilien bereits im Unteren Eozän vor rund 53 Millionen Jahren voneinander ab. Eine stärkere Aufspaltung der Rattenigel setzte im Oberen Eozän vor etwa 37 Millionen Jahren ein. Die Linie der Kleinen Rattenigel besteht genetisch bereits seit dem ausgehenden Unteren Miozän vor etwa 16,8 Millionen Jahren, ihre Diversifizierung begann allerdings erst im ausgehenden Oberen Miozän vor 7,8 Millionen Jahren. Der nächste Verwandte von Hylomys maxi ist Hylomys vorax, der aber bisher nur vom Gunung Leuser auf Sumatra berichtet wurde.  Beide Arten bildeten seit dem Unteren Pliozän vor 4,3 Millionen Jahren eigenständige Entwicklungslinien aus. In das nähere Verwandtschaftsumfeld gehören zusätzlich Hylomys dorsalis und der Zwergrattenigel (Hylomys parvus).
Die wissenschaftliche Erstbeschreibung von Hylomys maxi erfolgte im Jahr 1933 durch Henri Jacob Victor Sody. Er verwendete dafür Tiere vom Gunung Tanggamus in der gleichnamigen Region im Süden Sumatras, dem Typusgebiet der Art. Als Holotyp wies Sody ein ausgewachsenes männliches Individuum aus, das er selbst wenige Jahre zuvor gesammelt hatte. In seiner Erstbeschreibung sah Sody seine neue Form als Unterart des Kurzschwanz-Rattenigels (Hylomys suillus) an. Die Einschätzung blieb über die nächsten 90 Jahre weitgehend konstant bestehen. Einzelne Untersuchungen in den 1990er Jahren basierend auf genetischen und biochemischen Analysen untermauerten die taxonomische Gültigkeit der Form und führten zudem zur Vermutung, dass es sich um eine eigenständige Art handelt. Ähnliche Schlussfolgerungen wurden auch bei nachfolgenden genetischen Studien gezogen, welche dem Kurzschwanz-Rattenigel eine hohe Variabilität bescheinigten. Eine umfassende molekulargenetische Analyse aus dem Jahr 2023 führte zur Revision der Gattung der Kleinen Rattenigel. Im Zuge dessen wurde dann den Tieren von Sumatra und der Malaiischen Halbinsel der Artstatus zuerkannt. Möglicherweise repräsentieren die beiden voneinander getrennten Populationen aber jeweils eigenständige Arten.

## Bedrohung und Schutz
Hylomys maxi wird derzeit nicht von der IUCN als eigenständige Art erfasst, sondern ist in den Kurzschwanz-Rattenigel integriert. Dessen Gesamtbestand wird als nicht gefährdet eingeschätzt. Das Verbreitungsgebiet von Hylomys maxi unterliegt einer starken Entwaldung. Inwiefern sich dies auf die Bestände auswirkt, ist unbekannt. Die Tiere dringen zudem bis in anthropogen veränderte Gebiete wie Gärten und Plantagen vor. Zur genaueren Einschätzung der Gefährdung sind weitere Untersuchungen notwendig. Die Art kommt in mehreren Naturschutzgebieten vor, darunter im Taman Negara auf der Malaiischen Halbinsel sowie im Nationalpark Gunung Leuser und im Nationalpark Kerinci-Seblat auf Sumatra.